# Họ Lê mộc
Họ Lê mộc (danh pháp khoa học: Bataceae, cách viết khác Batidaceae) là một họ thực vật hạt kín, chỉ chứa 1 chi duy nhất là Batis (tên gọi trong tiếng Anh là Turtleweed, Saltwort, Beachwort hay Pickleweed) với 2 loài đã biết. Các loài cây này là cây bụi mọng nước, bò lan um tùm, sống tại vùng duyên hải, chịu mặn, bản địa của khu vực đầm lầy nước mặn duyên hải tại các khu vực ôn đới và nhiệt đới thuộc châu Mỹ cũng như quần đảo Galapagos và được di thực vào quần đảo Hawaii (B. maritima) và vùng nhiệt đới Australasia bao gồm bắc Australia và nam New Guinea (B. argillicola).

## Hình thái và phân loại
Cả hai loài đều là cây bụi thấp thường xanh, mọc cao tới 10–70 cm, bò lan khi lan sang các vùng bùn mới, nhưng một khi đã cắm rễ được thì mọc thẳng thành bụi rậm. Chúng có lá nhỏ, mọng, dày cùi thịt và hình dùi cui hẹp. Các lá này có màu xanh lục tươi, nhưng cũng có thể có màu hơi ánh đỏ. Các hoa nhỏ, mọc thành dạng bông không sặc sỡ, ra hoa từ giữa mùa hè tới mùa thu. Loài châu Mỹ là đơn tính khác gốc, trong khi loài Australasia là đơn tính cùng gốc.
Một số nhà thực vật học chia B. maritima ra thành 5 loài, bao gồm B. californica, B. fruticosa, B. spinosa và B. vermiculatus là các loài tách ra,nhưng điều này ít được công nhận.
Trong hệ thống Cronquist năm 1981, người ta xếp họ này trong bộ Lê mộc (Batales) thuộc phân lớp Sổ (Dilleniidae).

## Phạm vi phân bố và môi trường sống
Các loài Batis có khả năng sống trong môi trường nước mặn. Khi các loài thực vật khác rơ vào môi trường đất hay nước mặn thì chúng sẽ mất phần lớn lượng nước dự trữ của mình, nhưng Batis lại thích nghi với môi trường này và không gặp phải vấn đề đó. Để hỗ trợ sự sống trong môi trường mặn này, các lá dày cùi thịt của chúng được che phủ bằng các lông tơ rất nhỏ và mịn để giảm lượng nước mất vào không trung.
Một môi trường sống điển hình của Batis maritima là tại vùng sinh thái rừng đước Petenes ở Yucatan.
Không có nhiều động vật có thể ăn các loài này do chúng quá mặn, nhưng những con hươu đuôi trắng (Odocoileus virginianus) có thể ăn B. maritima như một phần trong khẩu phần ăn của chúng. Các con bướm Eastern Pygmy-Blue thu thập mật hoa từ hoa của loài này. B. maritima đang trở nên khan hiếm ở ở một vài nơi, và một số nhà khoa học cho rằng nên đưa nó vào danh lục loài nguy cấp của Hoa Kỳ, mặc dù nó cũng trở thành loài xâm hại ở Hawaii sau khi ngẫu nhiên được di thực vào đây.

## Sử dụng
B. maritima được thổ dân châu Mỹ sử dụng làm thực phẩm, với rễ được nhai (như mía) hay luộc thành một loại đồ uống trong khi thân và lá được ăn sống, luộc hay dầm. B. argillicola cũng được sử dụng làm rau xanh.
Các loài lê mộc cũng là nguồn thực phẩm có giá trị dinh dưỡng. Một phân tích thành phần dinh dưỡng của hạt cho thấy chúng cực kỳ giàu dinh dưỡng, với các protein chất lượng cao, dầu và tinh bột. Theo Massimo Marco trong bài báo đăng trên New Scientist , các hạt này ăn được, có mùi vị như hạt phỉ và có thể bổ sung vào các món xalat, các món nướng hay thậm chí làm bỏng ngô. Dầu trong hạt của chúng tương tự như tinh dầu hồng hoa (Carthamus tinctorius), là loại dầu ăn được sử dụng trong nấu ăn và trong nêm gia vị cho các món xalat, cũng như để làm macgarin. Hạt cũng chứa các chất chống oxy hóa có ích như các tocopherol, là các chất được coi là có khả năng chống ung thư.